# Частный детектив Магнум (2018, сезон 2)
Второй сезон американского телесериала «Частный детектив Магнум» премьера которого состоялась на канале CBS 27 сентября 2019 года, а заключительная серия вышла 8 мая 2020 года. Общее количество серий в сезоне двадцать.

## Сюжет
Офицер Томас Магнум возвращается из Афганистана домой на Гавайи. Он заселяется в роскошный особняк, где работает консультантом по безопасности, а в свободное время занимается тем, что ему на самом деле интересно — частными расследованиями. В деле ему помогают мажордом особняка и в прошлом агент МИ-6 Джульет Хиггинс и братья по оружию — пилот вертолета Теодор Кэлвин и морской пехотинец Орвилл Райт, обладающий самыми разными связями по всему острову Оахо.

## В ролях

### Основной состав
- Джей Эрнандес - Томас Магнум, бывший военно-морской пехотинец, в настоящее время работающий консультантом по безопасности знаменитого писателя Робина Мастерса, которого никто никогда не видел. Он любит дорогие машины, пиво, динамичную музыку и рисковые авантюры.
- Пердита Уикс - Джульет Хиггинс,  бывший агент разведки МИ-6, владелица двух опасных собак.
- Захари Найтон - Орвилл «Рик» Райт, управляет собственным баром.
- Стивен Хилл - Теодор «Ти Кей» Келвин, проводит для туристов частные экскурсии на собственном вертолете.
- Тим Кан - детектив Гордон Катсумото.

## Эпизоды
| № общий | № в сезоне | Название                                                         | Режиссёр            | Автор сценария                                                             | Дата премьеры    | Произв. код | Зрители в США (млн) |
| --- | ---------- | ---------------------------------------------------------------- | ------------------- | -------------------------------------------------------------------------- | ---------------- | ----------- | ------------------- |
| 21 | 1          | «Payback is for Beginners» «Окупаемость для начинающих»          | Брайан Спайсер      | Питер М. Ленков & Эрик Гуггенхейм                                          | 27 сентября 2019 | 201         | 6.40                |
| Пока Магнум ждет Хиггинс, чтобы решить, станет ли она официально его партнером, он берет дело о пропавшей жене, которая стала свидетелем убийства своего босса во время ограбления банка. Кроме того, Рик принимает большое решение о своей карьере. |            |                                                                  |                     |                                                                            |                  |             |                     |
| 22 | 2          | «Honor Among Thieves» «Честь среди воров»                        | Карлос Бернард      | Джин Хонг                                                                  | 4 октября 2019   | 202         | 6.02                |
| Карманник просит Магнума о помощи, когда сотовый телефон, который он недавно украл, получает очень подозрительное текстовое сообщение. |            |                                                                  |                     |                                                                            |                  |             |                     |
| 23 | 3          | «Knight Lasts Forever» «Рыцарство длиться вечность»              | Эгиль Эгилссон      | Нил Толкин                                                                 | 11 октября 2019  | 203         | 6.43                |
| Хиггинс и Куму находятся в опасности, когда гнездо Робина находится под осадой наемников, штурмующих поместье, чтобы выяснить истинную личность Белого рыцаря, музы Робина и литературного героя.                                                    |            |                                                                  |                     |                                                                            |                  |             |                     |
| 24 | 4          | «Dead Inside» «Мертвый внутри»                                   | Кришна Рао          | Барби Клигман                                                              | 18 октября 2019  | 204         | 5.79                |
| 25 | 5          | «Make It 'Til Dawn» «Сделай это до рассвета»                     | Брайан Спайсер      | Тера Толентино & Джин Хонг                                                 | 25 октября 2019  | 205         | 5.97                |
| 26 | 6          | «Lie, Cheat, Steal, Kill» «Лгать, Обманывать, Воровать, Убивать» | Рон Андервуд        | Альфредо Барриос                                                           | 1 ноября 2019    | 206         | 6.42                |
| 27 | 7          | «The Man in the Secret Room» «Человек в потайной комнате»        | Эллисон Лидди-Браун | Джо Газзам                                                                 | 8 ноября 2019    | 207         | 6.69                |
| 28 | 8          | «He Came by Night» «Он пришел ночью»                             | Антонио Негрет      | Барби Клигман                                                              | 15 ноября 2019   | 208         | 6.55                |
| 29 | 9          | «A Bullet Named Fate» «Пуля судьбы»                              | Даг Ханна           | История: Нил Толкин & Скарлет Лэйси Телеадаптация: Нил Толкин              | 22 ноября 2019   | 209         | 6.72                |
| 30 | 10         | «Blood Brothers» «Кровные братья»                                | Питер Уэллер        | Питер М. Ленков & Эрик Гуггенхейм                                          | 6 декабря 2019   | 210         | 6.33                |
| 31 | 11         | «Day I Met the Devil» «День, когда я встретил дьявола»           | Кристин Уинделл     | Альфредо Барриос                                                           | 13 декабря 2019  | 211         | 6.12                |
| 32 | 12         | «Desperate Measures» «Крайние меры»                              | Майя Врвило         | Питер М. Ленков & Эрик Гуггенхейм                                          | 3 января 2020    | 212         | 7.83                |
| 33 | 13         | «Mondays are for Murder» «В понедельник убийство»                | Александра Ла Рош   | История: Питер М. Ленков & Эрик Гуггенхейм Телеадаптация: Альфредо Барриос | 10 января 2020   | 213         | 7.04                |
| 34 | 14         | «A Game of Cat and Mouse» «Игра в кошки-мышки»                   | Родерик Дэвис       | Джин Хонг                                                                  | 31 января 2020   | 214         | 7.05                |
| 35 | 15         | «Say Hello to Your Past» «Скажи привет своему прошлому»          | Эви Йобиан          | Джо Газзам                                                                 | 10 апреля 2020   | 215         | 7.40                |
| 36 | 16         | «Farewell to Love» «Прощание с любовью»                          | Бронуэн Хьюз        | Эшли Шарбоннэ & Альфредо Барриос мл.                                       | 17 апреля 2020   | 216         | 7.14                |
| 37 | 17         | «The Night Has Eyes» «У ночи есть глаза»                         | Дэвид Стрейтон      | Эшли Шарбоннэ                                                              | 24 апреля 2020   | 217         | 7.20                |
| 38 | 18         | «A World of Trouble» «Целый мир неприятностей»                   | Питер Уэллер        | Тера Толентино & Нил Толкин                                                | 1 мая 2020       | 218         | 7.21                |
| 39 | 19         | «May The Best One Win» «Пусть победит лучший из них»             | Роки Кэрролл        | Джин Хонг                                                                  | 8 мая 2020       | 219         | 6.87                |
| 40 | 20         | «A Leopard On The Prowl» «Леопард на охоте»                      | Брайан Спайсер      | Питер М. Ленков & Эрик Гуггенхейм                                          | 8 мая 2020       | 220         | 6.09                |

## Производство

### Разработка
25 января 2019 года телеканал CBS продлил телесериал на второй сезон.